# Mylabris versuta
Mylabris versuta es una especie de coleóptero de la familia Meloidae.

## Distribución geográfica
Habita en Namibia.